# キャシー・コーナー
キャシー・コーナー（Kathy Kohner, 1941年1月19日 - ）は、ユダヤ系チェコ人作家フレデリック・コーナーの娘であり、父が1957年に出版した小説『Gidget: The Little Girl with Big Ideas』の主人公ギジェットのモデルとなった人物である。小説とこれを原作とする映画の流行は、当時はまだ一部の愛好家に限られていたサーフィンが一般にも広がるきっかけとなった。

## 経歴
キャシー・コーナーは1941年、作家フレデリック・コーナーとその妻フランツィの娘として生まれた。1956年、キャシーは友人に会いにいく母に連れられてマリブを訪れるうち、海岸でサーフィンに興ずる一団と知り合った。一団はミッキー・ドラ、ミッキー・ムニョス、デューイ・ウェーバー、トム・モーリー、ナット・ヤングなど、いずれも後のサーフィン文化に影響を及ぼすことになるサーファーたちであった。キャシーはサンドイッチと交換にボードを借りてサーフィンを始めた。独特のあだ名で呼び合うグループの中で、キャシーは"Girl"（少女）と"Midget"（小さい人）を合わせた造語である「ギジェット」(Gidget)の名で呼ばれた。
キャシーが父親に語った、あるいは日記に記したマリブでの体験を元に、父フレデリック・コーナーは小説『Gidget: The Little Girl with Big Ideas』を出版した。この小説は50万部以上も売れ、日本語（邦題『夏の終り』）、スペイン語、ヘブライ語などにも翻訳された。1959年にはフレデリック・コーナーが脚本家として働いていたコロンビア ピクチャーズがこの小説を原作とした映画をサンドラ・ディーの主演で制作した。この映画はハリウッドがサーフィンを扱った最初の事例となり、マリブには映画に影響された若者が押し寄せた。劇場映画はほかに2本制作されたほか、1965年にはサリー・フィールドの主演でテレビシリーズも作られ、テレビ映画作品も複数作られた。
1958年、キャシーはカリフォルニアを離れ、オレゴン州立大学へ進んだ。それでも夏にはサーフィンを楽しんでいたが、映画の流行で浜辺が混雑するようになると、サーフィンからは遠ざかっていた。大学卒業後はロサンゼルスに戻り、後に英語とイディッシュ語の研究者であるマーヴィン・ズッカーマンと結婚、ズッカーマンはキャシーの「ギジェット」としての過去など全く知らない人物であった。夫妻はロサンゼルスのPacific Palisadesに住み、子供は2人いる。